# جنگ در دونباس
جنگ دونباس یک درگیری مسلحانه در منطقه دونباس اوکراین، و بخشی از بحران اوکراین و مداخله نظامی روسیه در مرز اوکراین است. از ابتدای مارس ۲۰۱۴ در پی انقلاب ۲۰۱۴ اوکراین و جنبش یورومیدان، اعتراضاتی توسط جدایی‌طلبان مخالف دولت با پشتیبانی روسیه در استان‌های دونتسک و لوهانسک اوکراین که به دونباس معروف بودند، رخ داد. در نهایت این تظاهرات به درگیری مسلحانه بین دولت اوکراین و نیروهای جدایی‌طلب جمهوری‌های خلق خودخوانده دونتسک و لوهانسک تبدیل شد. درحالی که اعتراضات اولیه عمدتاً برای ابراز نارضایتی از دولت جدید اوکراین بود، روسیه با استفاده از آن‌ها یک کارزار سیاسی و نظامی هماهنگ علیه اوکراین را آغاز کرد. شهروندان روس از آوریل تا اوت ۲۰۱۴ جنبش جدایی‌طلبانه در دونتسک را رهبری می‌کردند و توسط داوطلبان و تجهیزات روسیه پشتیبانی می‌شدند. با افزایش درگیری‌ها در مه ۲۰۱۴، روسیه با استقرار ترکیبی از تاکتیک‌های اطلاعات نادرست، جنگجوهای نامنظم، سربازهای روسی و پشتیبانی نظامی متعارف برای بی‌ثبات کردن منطقه دونباس، «رویکردی ترکیبی» را به کار گرفت. طبق گفته دولت اوکراین، در اوج درگیری‌ها در تابستان ۲۰۱۴، گزارش شده که شبه‌نظامیان روسی بین ۱۵ تا ۸۰ درصد از مبارزان را تشکیل می‌دهند.
از آغاز درگیری‌ها ۲۹ آتش‌بس برقرار شده که هرکدام قصد داشتند به‌طور نامحدودی به قوت خود باقی بمانند، اما هیچ‌یک از آنها جلوی خشونت را نگرفتند. موفق ترین‌تلاش برای متوقف کردن جنگ در سال ۲۰۱۶ بود که آتش‌بس برای شش هفته پی‌درپی برقرار شد. آخرین آتش‌بس در ۲۷ ژوئیه ۲۰۲۰ اجرا شد که بیش از یک ماه منجر به خسارات جنگی به اوکراین نشد.
اوکراین، روسیه و دو جمهوری خودخوانده در ۱ اکتبر ۲۰۱۹ با یک نقشه راه برای پایان دادن به درگیری‌ها موافقت کردند. اما تا اواخر تابستان سال ۲۰۲۰، پایانی برای درگیری‌ها به چشم نمی‌رسید.

## تاریخچه
پس از برکناری ویکتور یانوکویچ از ریاست جمهوری اوکراین در فوریه ۲۰۱۴ و فرادستی نیروهای هوادار غرب در دولت کی‌یف، اهالی روس‌تبار بخش‌هایی از شرق اوکراین مبتنی بر بدبینی تاریخی‌شان به جهت‌گیری‌های سیاسی در غرب اوکراین و نیروهایی که در کی‌یف قدرت را به دست گرفته‌اند و نیز بر بستر برخی اشتباهات دولت جدید، با آن از در ستیز و مخالفت درآمدند.
در این میان روسیه که کنش‌های سیاسی در اوکراین را تلاشی دیگر برای تشدید محاصره خود و حضور سیاسی و نظامی غرب در پشت مرزهای خود تلقی می‌کرد با حمایت از مخالفت‌ها در شرق اوکراین و تشدید ستیز میان اهالی منطقه و دولت کی‌یف درصدد حفظ منافع ژئواستراتژیک و ژئواکونومیک خود تا حد ممکن است. این رویکرد روسیه در همان روزهای اول پس از برکناری یانکوویچ و با تصرف بحث‌انگیز شبه‌جزیره کریمه نمودی بارز یافت.
گرچه نیروهای حاکم در کی‌یف قول‌هایی مبنی بر تغییر قانون اساسی و اعطای اختیارات بیشتر به مناطق، به ویژه شرق کشور را داده بودند، ولی این قول نه برای جدایی‌طلبان و نه برای روسیه حامی آنها کافی نبود. به خصوص که دولت مرکزی، شبه‌نظامیان مسلح در شرق اوکراین را «تروریست» می‌خواند، خواست‌های آنها و دولت روسیه را «باج‌گیری» دانسته و حل مسئله را از طریق نظامی دنبال می‌کرد.
در کنار مقابله نظامی با شبه‌نظامیان شرق روسیه، در کی‌یف این امید وجود داشته که تحریم‌های اعمال‌شده از سوی کشورهای غربی علیه روسیه، اثر کند و کرملین با قطع حمایت از شبه‌نظامیان طرح‌ها و قول‌های دولت مرکزی اوکراین را بپذیرد.
با بدست آمدن برخی موفقیت‌های نظامی دولت در شرق، عرصه بر شبه‌نظامیان شرق اوکراین روز به روز تنگ‌تر شد، اما هیچ‌یک از دو طرف، اراده‌ای برای برای پایان درگیری‌ها نشان ندادند. محاسبه شبه‌نظامیان در ادامه درگیری عمدتاً بر این مبنا استوار بود که زمان به ضرر دولت مرکزی اوکراین عمل می‌کند. وضع اقتصادی شبه ورشکسته این دولت و اختلافات درونی آن، تلفات بالای ارتش ناآماده و کم‌تجهیزات، خستگی ناشی از ادامه جنگ در میان اهالی بخش‌های دیگر اوکراین که در مناطق مختلف کشور، با تظاهرات، اعتراض خود به ادامه جنگ را نشان می‌دهند از جمله فاکتورهای محاسبه شبه‌نظامیان و روسیه بودند. امید به مداخله مستقیم نظامی روسیه نیز در بدترین حالت نیز در این محاسبه نقش بازی کرد اما این موضوع به دلیل هزینه بسیار سنگین نظامی، سیاسی، اقتصادی و اجتماعی آن بسیار دور از ذهن بود.
تأثیر منفی این عوامل بر اقتصاد و وضعیت اجتماعی اوکراین مشهود بود. اما در نتیجه کمک‌ها و حمایت‌های غرب، شتاب و شدت این تأثیرات آن گونه نبود که شبه‌نظامیان و روسیه امید داشتند و وضعیت خود این شبه‌نظامیان در قیاس با قوای دولت مرکزی نامساعدتر شد. هر چند که اعزام نیرو و تجهیزات از سوی روسیه و امید به دخالت مستقیم این کشور تا حدودی، قدرت محدود ادامه درگیری‌ها و عدم تسلیم کامل تا اطلاع ثانوی را به آنها می‌داد.
برخلاف دخالت نظامی در کریمه، اکثریت مردم روسیه در نظرسنجی‌ها دخالت نظامی در اوکراین را نفی کردند. تأثیر تجربه جنگ شوروی در افغانستان و آمریکا در عراق بر افکار عمومی باعث پرهیز از با تکرار تجربه‌ای مشابه در اوکراین شده بود. رسانه‌ها و محافل رسمی روسیه وضعیت اوکراین را ناشی از «دخالت غرب در این کشور» و حمایت از «نیروهای ملی‌گرا افراطی و فاشیستی» و «سرنگونی توأم با خشونت دولت قانونی» این کشور معرفی می‌کردند. اما دخالت نظامی روسیه در اوکراین، خود این کسور را بیش از پیش در مظان اتهام می‌نشاند و این گونه مانورهای تبلیغاتی را بی‌اثر می‌کند.
صرف‌نظر از این که این گونه اشغال‌گری بدون واکنش کشورهای غربی حامی دولت مرکزی اوکراین باقی نمی‌ماند، از لحاظ اقتصادی هم در توان روسیه نیست که وضعیت زندگی مردم نواحی اشغال‌شده را به سرعت بهبود ببخشد و روند مشابه‌ای از خدمات رسانی به آنها را مثل کریمه به اجرا بگذارد. این نیز هست که مناطق شرقی اوکراین بر خلاف کریمه، همگنی جمعیتی ندارند و لزوماً ساکنان همه بخش‌های مجاور، روس‌تبار نیستند. همه روس‌تبارها هم لزوماً خواهان جدایی از اوکراین نیستند. امری که مسئله استقرار نیروی روسیه در این نواحی را دشوار می‌کند و حتی می‌تواند وضعیتی شبه جنگ داخلی در همان مناطق شرقی ایجاد کند.
فضای ضد روسی در بخش‌های غیرشرقی اوکراین به شدت بالاست. اقدام نظامی مستقیم روسیه در اوکراین بر این آتش خواهد افزود که می‌تواند تنش و تشنجی مداوم در مرزهای جدید روسیه با اوکراین را در پی داشته باشد.

## گرایش به راه‌حل سیاسی
افزایش تلاش‌های دیپلماتیک در اروپا برای حل بحران و افزایش تماس‌ها و دیدارها میان مقام‌های روسیه و اوکراین نشانگر آن است که هر دو طرف پیروزی واقعی و کاملی برای خود در این بحران متصور نیستند و بیش از همه یافتن راه‌حل سیاسی که مبتنی بر خواست‌های متعادل‌شده طرفین باشد مد نظر است.
گزینه روسیه برای تحقق این امر ایجاد یک حکومت فدرال در این کشور است. زیرا در یک اوکراین فدرال دولت مرکزی نسبتاً ضعیف در جهت‌گیری‌های خارجی‌اش به نظر موافق مناطق فدرال (از جمله مردم نواحی شرق کشور) وابسته است و روسیه را راضی کند که پیوند تنگاتنگ میان کی‌یف و غرب (به خصوص از دید نظامی) عملی نشود. این راه‌حل شاید اوکراین را در پیوندهای مستقیم سیاسی و اقتصادی با غرب قرار دهد، اما در عین حال به پیوندهای تاریخی، فرهنگی و اقتصادی شرق اوکراین با روسیه هم توجه می‌کند و به لحاظ نظامی، مانند آنچه برای فنلاند پس از جنگ جهانی دوم ترسیم شد، موقعیتی خنثی و حائل را برای اوکراین رقم خواهد زد.
اما روسیه به هیچ‌یک از این راه حل‌ها توجهی نکرده و بدون در نظر گرفتن عواقب بعدی، به افزایش درگیری‌ها در شرق اوکراین دامن زد. از زمان شروع درگیری‌ها در آوریل ۲۰۱۴ تا ماه اوت، بین ۳۰۰۰ تا ۴۰۰۰ داوطلب روس به همراه جدایی طلبان شرق اوکراین پیوستند. یکی از روش‌های دیگر روسیه در جهت همسو کردن مردم، استفاده از حافظه تاریخی آنها و دادن لقب‌هایی چون فاشیست و نازی به مبارزه با مخالفانش از جمله رهبران امروز اوکراین است. تا اوت ۲۰۱۴ این جنگ باعث آوارگی یک میلیون، بی خانمانی ۲۶۰ هزار و مرگ ۲۶۰۰ نفر شد. در ادامه، ناتو یک نیروی واکنش سریع چند هزار نفری را برای حمایت از اعضای آن در اروپای شرقی تشکیل داد.

## تبادل زندانی
در اواخر دسامبر ۲۰۱۷، بزرگترین تبادل زندانیان میان دولت و شورشیان در پست بازرسی مایورسک واقع در منطقه دونتسک انجام شد. این تبادل با میانجی‌گری ولادیمیر پوتین و رئیس کلیسای ارتدکس روسی انجام شد. در این تبادل، بیش از ۲۶۰ نفر را به مناطق تحت کنترل شورشیان داده و در عوض ۷۴ زندانی از سوی شورشیان مناطق دونتسک و لوهانسک به دولت تحویل داده شدند. هیچیک از شهروندان روسیه زندانی در اوکراین و هیچیک از شهروندان اوکراینی زندانی در روسیه هستند جزء افراد مبادله شده نبودند.